# Pseudocobelura
Pseudocobelura is een kevergeslacht uit de familie van de boktorren (Cerambycidae). De wetenschappelijke naam van het geslacht werd voor het eerst geldig gepubliceerd in 1974 door Martins & Monné.

## Soorten
Pseudocobelura omvat de volgende soorten:
- Pseudocobelura prolixa (Bates, 1864)
- Pseudocobelura succincta Monné & Martins, 1976